# Basílica de Santa María Reina de la Paz
La basílica de Santa María Reina de la Paz (en tamil: அமைதியின் அரசி அன்னை மரியா கோவில்) situada en la zona de Palayam / acantonamiento de la ciudad de Thiruvananthapuram, en el estado de Kerala, India, es la primera iglesia católica siro-malankara en ser elevada a la categoría de una basílica católica. Es la cuarta basílica en Kerala y se encuentra en la archieparquía de Trivandrum.

## Historia
El antiguo cine-teatro Pompador del área de Trivandrum fue convertido en iglesia, que fue consagrada el 11 de marzo de 1933.
El 10 de noviembre de 2008, en la catedral de Santa María, Patto, Trivandrum, Leonardo Sandri, representante del papa y cardenal prefecto de la Congregación para las Iglesias Orientales, anunció la designación de la procatedral Reina de la Paz en Thiruvananthapuram como basílica. El arzobispo mayor Moran Baselios Cleemis dedicó la iglesia a Santa María, Reina de la Paz, el 7 de diciembre de 2008. El ministro de Kerala M. Vijayakumar presidió una reunión en el lugar a continuación.